# بامباراگاسووا
بامباراگاسووا (به لاتین: Bambaragaswewa) یک منطقهٔ مسکونی در سری‌لانکا است که در استان مرکزی (سری‌لانکا) واقع شده‌است.